# دولة قبرص التركية

خريطة الدولة موضحة باللون الأحمر

من أجل إيجاد حل للنزاع القبرصي الذي بدأ في 1963، تم تنظيم العديد من الخطط والاجتماعات على الساحة الدولية، وفي النهاية قررت الأمم المتحدة أن الحل هو «اتحاد ثنائي المناطق وثنائي الطائفتين» على أساس المساواة السياسية بين القبارصة اليونانيون والقبارصة الأتراك. وفقًا لخطة أنان للأمم المتحدة سنة 2004 لإعادة توحيد قبرص ، ستتألف جمهورية قبرص المتحدة المقترحة من دولتين أساسيتين، دولة القبارصة اليونانيين ودولة قبرص التركية، والتي سيحكمها القبارصة اليونانيون والقبارصة الأتراك على التوالي.

## قانون الضرورة
نظرًا لأن تنفيذ الخطة كان يعتمد على موافقة كلتا الطائفتين،, كان القبارصة اليونانيون والقبارصة الأتراك يدركون قبل الاستفتاء أن رفض أي طرف لخطة الأمم المتحدة سيجعلها لاغية وباطلة. وسوف يستمر الوضع الراهن في جزيرة قبرص. صوت القبارصة الأتراك لصالح الخطة بينما رفضها القبارصة اليونانيون. أصبحت خطة الأمم المتحدة 2004 وفقًا لشروطها الخاصة لاغية وباطلة. وبرفض الخطة تم منع إقامة حالة جديدة في الجزيرة وإنهاء الوضع القائم.
على الرغم من فشل خطة الأمم المتحدة، إلا أن لها بعض العواقب لصالح القبارصة الأتراك وإدارتهم من خلال قانون الضرورة وفقًا للقانون الدولي. بعد الاستفتاء أعلنت معظم المنظمات الدولية الرئيسية (الاتحاد الأوروبي والأمم المتحدة عبر الأمين العام للأمم المتحدة ومنظمة المؤتمر الإسلامي إلخ) دعمها للقبارصة الأتراك.
بدأ شمال قبرص في الانضمام إلى المنظمات الدولية تحت اسم «دولة قبرص التركية». وتحت هذا الاسم تعترف منظمة التعاون الإسلامي ومنظمة التعاون الاقتصادي بالجمهورية التركية لشمال قبرص.

## دولة قبرص التركية في منظمة التعاون الإسلامي
في يونيو 2004 أصبحت قبرص الشمالية عضوًا مراقبًا في منظمة التعاون الإسلامي (OIC) تحت اسم «دولة قبرص التركية». وفقًا لمنظمة المؤتمر الإسلامي تستند تسوية النزاع القبرصي إلى القوة التأسيسية المتأصلة للشعبين القبرصي اليوناني والقبارصة الأتراك، والمساواة السياسية والملكية المشتركة لجزيرة قبرص.

## دولة قبرص التركية في منظمة التعاون الاقتصادي
في أكتوبر 2012 أصبحت قبرص الشمالية عضوًا مراقبًا في منظمة التعاون الاقتصادي تحت اسم «دولة قبرص التركية». الاجتماع الأول لمنظمة التعاون الاقتصادي الذي شاركت فيه دولة قبرص التركية كدولة مراقبة هو الاجتماع العشرين لمجلس الوزراء (COM) لمنظمة التعاون الاقتصادي.